# Acy-Romance

Acy-Romance este o comună în departamentul Ardennes din nordul Franței. În 1 ianuarie 2022 avea o populație de 490 de locuitori.